# Джурасик парк (филм)
Вижте пояснителната страница за други значения на Джурасик парк.
Джурасик парк (на английски: Jurassic Park - Юрски парк) е американски научнофантастичен екшън филм от 1993 г. режисиран от Стивън Спилбърг и продуциран от Катлийн Кенеди и Джералд Р. Молън, с участието на Сам Нийл, Лора Дърн, Джеф Голдблум и Ричард Атънбъро. Сценарият, написан от Майкъл Крайтън, Малия Скоч Мармо и Дейвид Коъп, е базиран на едноименния роман на Крайтън от 1990 г., но между книгата и филма има значителни разлики.  Свързан е с мултимедиен франчайз, който включва 6 продължения, видео-игри, атракции в тематичен парк, комикси и различни стоки. 
Действието във филма се развива на измисления остров Исла Нублар, близо до Коста Рика, където богатият бизнесмен Джон Хамънд и екип от генетици създават зоопарк, в който могат да се видят живи динозаври. Проектът е провален в резултат на промишлен саботаж, а първите пробни посетители на парка са многократно нападнати от освободените животни. Накрая оцелелите напускат острова, а създателят на атракцията решава да не я открива.
Филмът демонстрира потенциала на компютърната анимация, която все още е малко използвана по онова време. Почти всички динозаври са компютърно генерирани (с новаторски компютърно генерирани изображения от "Индустиал Лайт енд Меджик"), други са аниматронни макети в реален размер, създадени от екипа на Стан Уинстън, а цифрово анимираните сцени надвишават по брой тези от научнофантастичния филм Терминатор 2: Денят на страшния съд.
През годините филмови критици и професионалисти от кино-индустрията често цитират „Джурасик парк“, като един от най-великите филми в историята. Смята се, че използването в него на компютърно генерирани изображения е иновация в съвременното кино. През 2018 г. Библиотеката на Конгреса избира филма за съхранение в Националния филмов регистър на САЩ, обявявайки го за „културно, исторически и естетически значим“.

## Сюжет
След нещастен случай свързан с „Джурасик парк“, Хамънд е принуден от инвеститорите си да организира група за проучване на безопасността на парка. Адвокатът им Доналд Дженаро е придружен на обиколка из него (ползвайки релсови електрически превозни средства) от хаотика Иън Малкълм, палеонтолога Алън Грант и палеоботаничката Ели Сатлер, а Хамънд включва в групата и внуците си Лекс (момиче) и Тим (момче). Учените са много скептично настроени към проекта, но адвокатът и децата са въодушевени. Скоро срещат брахиозавър и паразауролофус. Наблюдават излюпването на бебе велоцираптор и посещават заграждението за "грабливи птици", т.е. най-пъргавите и опасни динозаври. Попадат и на болен трицератопс и Сатлер остава с ветеринарния лекар на парка, доктор Хардинг, за да го изучава. Обаче се оказва, че не могат да видят повечето обитатели на парка, защото те стоят далеч от оградите на клетките си, по които тече силен ток. После се разразява и тропическа буря, по време на която установяват, че динозаврите вече са на свобода.
Причината е, че подкупен служител - компютърният програмист на „Джурасик парк“ Денис Недри - е деактивирал системата за сигурност на парка, за да получи достъп до помещението за съхранение на ембриони. Той открадва няколко и се опитва да напусне парка, изоставяйки намиращите се там хора, изложени на атаките на динозаврите, но катастрофира и докато се мъчи да напусне острова сам е убит от бълващ отрова дилофозавър. Излиза, че въпреки идеята на Хамънд динозаврите да не могат да се размножават полово, а само чрез клониране (от ДНК на динозавър, извлечена от праисторически комари, запазени в кехлибар), допълването на генетичния материал за тях с такъв на жаби и други животни е направило възможно те да сменят пола си по естествен път и съответно - сами да увеличават броя си. Когато Недри загива и ембрионите попадат в природата, това дава нов тласък на този процес. В резултат на него, Грант и децата откриват счупени черупки от явно излюпени яйца на динозаври, което им дава още един довод, срещу запазването на парка. Друг е злополучният им сблъсък с тиранозавър рекс, който изяжда Дженаро, а едва не избива и тях самите в блокиралите им превозни средства. Все пак не всички динозаври са били враждебни към тях. Когато се приютяват в короната на едно дърво, те срещат стадо дружелюбни брахиозаври. От своя страна, Ели Сатлер тръгва да търси оцелели с надзирателя Робърт Мълдун, те спасяват ранения Малкълм и палеоботаничката също като него се изказва за закриване на проекта.
Тъй като не могат да дешифрират кода на Недри, за да активират отново системата за сигурност, Хамънд и главният инженер Рей Арнолд решават да рестартират системите на парка, постижимо след цялостно спиране на електричеството в парка. Това пък позволява на велосирапторите да се измъкнат и те започват да нападат хората. Разкъсват инженера и надзирателя, останалите също са преследвани и дебнати от тях и едва оцеляват. Накрая ги приклещват в контролната зала на центъра за посетители, където хората все пак успяват да си осигурят последваща евакуация. Спасяват се след като рапторите са нападнати на свой ред от тиранозавъра и в края на крайщата се измъкват от острова на борда на хеликоптер. Докато летят виждат, че небето над острова гъмжи от птерозаври.

## Персонажи и актьори
Голяма част от бюджета на филма е предназначена за специалните ефекти, свързани с изобразяването на динозаврите. Затова Стивън Спилбърг полага усилия да подбере способни, но малобройни и слабоизвестни (или поне евтини) актьори. Някои от поканените от Спилбърг по-прочути артисти отказват ролите, които им предлага,  други не са одобрени от него на кастингите. Отхвърля някои, като твърде високоплатени.
Стреми се и да съкрати ролите до минимум, включително и елиминирайки някои от героите в книгата и значителна част от сюжета й (макар и да прибавя други несъществуващи в нея елементи). Премахнат във филма е например Ед Реджис, шефът на връзките с обществеността на парка, чиито страхливи черти са слети в Доналд Дженаро. Няколко други герои са редуцирани до една сцена с всеки, включително Хенри Ву, д-р Хардинг, и Доджсън. Името на корпоративния съперник на „ИнДжен“ и работодател на Доджсън, Байсън, също е пропуснато и в крайна сметка е включено във филма от 2022 г. Джурасик свят: Господство. Сходен е случаят и със сцените. Според Крайтън понеже романът е „доста дълъг“, с почти 400 страници, филмовата адаптация се придържа само към 10-20% от съдържанието му (Спилбърг държи единствено да бъдат включени няколко сцени, които особено много харесва). Много от останалите са премахнати поради бюджетни и практически причини и насилието е смекчено. Например режисьорът премахва ранна сцена в романа, в която динозавър убива бебе, тъй като я намира за твърде ужасяваща. Друга сцена, включваща птерозаври, също е премахната, тъй като не придвижва сюжета. Ключови в това отношение са промените в главните герои. В романа Хамънд е безмилостен и алчен бизнесмен, но във филма е представен, като симпатичен старец, чиято манията по показност го прави малко смешен. Възрастите на внуците му Тим и Лекс са снижени за да паснат към избраните актьори и променените характеристики на персонажите. Момичето Лекс се интересува от компютри, което в книгата се отнася по-скоро за Тим.  Тя се увлича и по учения Алън Грант, в когото се влюбва и колежката му Ели, с която във филма стават романтична двойка. Към децата (по идея на сценариста Дейвид Коъп) Грант отначало е враждебен, което се отразява на отношенията му с жената, понеже тя иска деца.
Като се отклонява от романа, Спилбърг се опитва да намали дори броя на динозаврите, вярвайки, че не би било „физически възможно“ да направи филма по друг начин. Голяма поредица от сцени, присъстваща в романа и в двата по-ранни сценария (на Крайтън и на Скоч Мармо), включва тиранозавър-рекс, преследващ Грант и внуците на Хамънд върху сал, плаващ по река. Коъп изцяло я премахва с одобрението на Спилбърг, който я смята за твърде скъпа и за излишна. Обаче мотивът е сред включените в продълженията, измежду изрязаните в първия филм, конкретно този - във филма от 2025 г. Джурасик свят: Прераждане. Обаче още в първия филм Спилбърг разширява друга сцена, изобразяваща само как хора се отдалечават, след като чуват стъпките на тиранозавър-рекс, качвайки ги на джип, който после той преследва.
Окончателният сценарий е оформен едва след началото на снимките, което е и отложено с месец заради графика на Сам Нийл. По собственото му признание той нито е чел книгата, нито е знаел или чувал нещо за нея практически до самото си наемане седмици преди това. Ариана Ричардсън, играеща 10-ина годишната Лекс Мърфи, внучка на милиардера, на свой ред е съвсем начинаеща (и е предпочетена пред Кристина Ричи) - избрана е за това, че умее да крещи (във филма - по-скоро да пищи) пронизително. Подобно е положението с Джоузеф Мацело, който е в ролята на братчето й Тим. Талантът му е оценен от режисьора, на кастинга за филма "Хук", без да бъде одобрен на него, но Спилбърг му обещава да го вземе за някоя роля и тя се оказва тази. Джеф Голдблум е взет за ролята на Иън Малкълм най-вече по настояване на кастинг-режисьорката Джанет Хиршенсън, въпреки че е одобряван и от екипа като цяло (по принцип сценаристите работят по отстраняването на персонажа и сливането му с този на Алън Грант). Ричард Атънбъро фактически е придуман в последния момент от Спилбърг да се присъедини към проекта, с който се отбелязва първата му актьорска роля от 14 години.
Окончателният избор на актьори е следният:
- Сам Нийл – Алън Грант[42]
- Лора Дърн – Ели Сатлер[43]
- Джеф Голдблум – Иън Малкълм
- Ричард Атънбъро – Джон Хамънд
- Боб Пек – Робърт Мълдун
- Мартин Фереро – Доналд Дженаро
- Би Ди Уонг – Хенри Ву
- Джоузеф Мацело – Тим Мърфи
- Ариана Ричардсън – Лекс Мърфи
- Самюъл Джаксън – Рей Арнолд
- Уейн Найт – Денис Недри
- Джерард Молън – Хардинг
- Мигел Сандовал – Хуанито Ростано
- Камерън Тор – Луис Доджсън
- Уит Хертфорд – Момче
- Грег Бърсън – Г-н ДНК (глас)
- Ричард Кили – Гласът на Джурасик парк

## Заснемане

### Продуциране и режисура
Романът на Майкъл Крайтън от 1990 г. Юрски парк първоначално е замислен като сценарий през 1980-те години и преминава през множество промени, преди да бъде публикуван, като книга. Писателят предава ръкописа му издателя си през май 1990 г. Режисьорът Стивън Спилбърг научава за романа през същия месец, докато обсъжда с Крайтън сценария на бъдещия сериал Спешно отделение, прочита и харесва романа, с интересна за него тема и според него - с правдив от научна гледна точка и увлекателен приключенски и научнофантастичен сюжет.
За да избегне перипетиите около романа си "Конго" (1980) -  към онзи момент все още нефилмиран, заради война за наддаване за филмовите права между филмовите студия, Крайтън постъпва иначе с "Юрски парк" (вече искан от четири студия, макар и непубликуван), предлагайки филмовите права на фиксирана цена от 1,5 милиона долара. Спилбърг ги придобива на тази цена, с подкрепата на Юнивърсъл Пикчърс, макар че преди това агентът/представителят на писателя все пак организира нещо като търг за тях. Майкъл Крайтън разговаря с именитите режисьори на конкуренцията, но накрая одобрява предварително избрания и смятан от него за най-подходящ за проекта Стивън Спилбърг и му продава правата през май 1990 г., по-малко от седмица след като са предложени за продажба и шест месеца преди публикуването на романа. Джеймс Камерън разкрива през 2012 г., че се е опитал да закупи правата, само за да открие, че Спилбърг ги е придобил няколко часа по-рано. След гледането на филма и той признава, че Спилбърг е бил за предпочитане, макар и не харесва решението му да отреди толкова главна роля на Хамънд, противно на романа.
Филмът е подкрепен и от обширна маркетингова кампания за 65 милиона долара, която включва лицензионни сделки с над 100 компании.
Сторибордове и скици се създават седмици след придобиването на правата. Поради обстановката на острова и изобилието от динозаври, Спилбърг смята, че би било изгодно да наеме дизайнер на продукцията възможно най-скоро, като избира Рик Картър около 2 години преди началото на снимките. Разглеждат сторибордовете и провеждат много срещи, за да обсъдят кои сцени ще работят най-добре във филмовата адаптация, в която Спилбърг вижда сухоземен вариант на Челюсти. Той също е силно вдъхновен от филма от 1933 г. Кинг Конг, и иска да го наподоби, особено що се отнася до специалните ефекти; други вдъхновяващи го филми са Хатари от 1962 г. и Годзила, кралят на чудовищата от 1956 г., които хвали за реализма им, към какъвто и сам се стреми. Първоначално Спилбърг възнамерява да използва стоп моушън анимация, Фил Типет работи върху тази техника в сцените, в които тиранозавър-рекс се появява за първи път и за някои велоцираптори в кухнята, но Спилбърг не е напълно доволен. Когато техниците от Индустриал Лайт енд Меджик му показват няколко тестови анимации, той е изумен и избира тази опция.
За да демонстрира звуковия дизайн на филма, който включва смесица от различни животински звукове за тези, издавани от динозаврите, Спилбърг инвестира в създаването на "Ди Ти Ес", компания, специализирана във формати за цифров съраунд звук. Джон Уилямс, който често си сътрудничи със Спилбърг, започва да създава музика за Джурасик парк в края на февруари 1993 г., като процесът приключва месец по-късно. Александър Кураж и Джон Нойфелд осигуряват оркестрацията на партитурите. Както при филма на Спилбърг Близки срещи от третия вид, Уилямс смята, че трябва да напише „парчета, които да предадат усещане за „благоговение“ и очарование“, като се има предвид, че филмът се занимава с „огромното щастие и вълнение“ от това да видиш живи динозаври“. По-напрегнатите сцени, като атаката на тиранозавъра, изискват плашещи музикални теми. Първият албум със саундтрак е издаден на 25 май 1993 г. За 20-ата годишнина от издаването на филма, нов саундтрак е издаден за цифрово изтегляне на 9 април 2013 г., включително 4 бонус песни, избрани от Уилямс.
Катлийн Кенеди, която е съосновател на Амблин Ентъртейнмънт със Спилбърг, служи като продуцент на Джурасик парк заедно с Джерълд Молън, който е работил с Амблин в миналото. Тя се занимава с творческите аспекти на проекта, докато Молън управлява елементи, свързани с продукцията. Други членове придошли в екипа са колоритният и по вкуса на Спилбърг оператор Дийн Кънди, както и Майкъл Кан, дългогодишният филмов монтажист на Спилбърг.
Дизайнерът на продукцията Рик Картър (с Кънди са работили по филма Смъртта ѝ прилича и предварително са обсъждали развитието на "Джурасик парк") не иска в измисленият тематичен парк да има „много комерсиални сгради, които да са прекалено ярки", при все че планира подобен бъдещ развой (към парк, сходен с Дисниленд). Външният дизайн на посетителския център на парка е базиран на Йерусалимския храм. Вътрешният дизайн включва скелети и стенопис, нарисуван от художника Дъг Хендерсън. За контролната зала сценографът Лорън Кори се позова на компютърни среди в няколко тематични парка, както и на Масачузетския технологичен институт. Превозните средства в парка са проектирани от арт-режисьора Джон Бел. Книгата на Крайтън описва електрически задвижвани Тойота Ленд Крузър като туристически превозни средства, но Спилбърг сключва сделка с Форд Мотър Къмпани, която предостави седем автомобила Форд Експлорър. Сценографията започва да се финализира през януари 1992 г.; хотелът е сред местата в измисления парк, сцените, с които ще бъдат изрязани от филма. Още преди това на Спилбърг става ясно, че "Джурасик парк" ще изисква повече време в разработката, за да се определят ефектите, необходими за пресъздаването на динозаврите. Отлага, наблягайки на други проекти, но по настояване на Сид Шейнбърг, президент на "Мюзик Корпорейшън ъф Америкка" /MCA (компанията-майка на Юнивърсъл по това време) подновява работата по този.

### Сценарий
Първият сценарист на филма е авторът на романа Майкъл Крайтън, който неохотно приема да напише проект за сценарий срещу  допълнително заплащане от половин милион долара, главно защото се чувства най-годен за това. Въпреки че отначало уговаря основните штрихи със Спилбърг, той и екипът остават недоволни от работата му, защото в проекта му липса характерното за романа надграждане на действието, вместо което във филма то прескача напред. По предложение на Спилбърг, Крайтън (подпомогнат от съществуващите сторибордове и скици) пренаписва постепенно сценария във времето докъм началото на 1991 г. По тяхна уговорка това е само чернова, невключваща разработката на ролите, която е поверена на сценаристката на Хук Малия Скоч Мармо, която научава за проекта от продуцентката Катлийн Кенеди. Скоч Мармо започва да пише по Джурасик парк през октомври 1991 г., консултирайки се със многобройните сторибордове, създадени до този момент и със сценария на Крайтън, но и обуславящи образите на персонажите така, че предполагат сериозни промени спрямо него. Тя се фокусира върху изграждането на героите, „за да им даде повече живот и повече цел“, отколкото в романа и сценария на Крайтън. Например в нейния вариант Джон Хамънд избира да остане на Исла Нублар, а другите герои успяват да избягат, след като оцеляват при нападение на тиранозавър рекс върху техния хеликоптер, докато в романа и в сценария на Крайтън той е сред жертвите на динозаврите.
Лансира и идеята Грант и Малкълм да се слеят в един персонаж, но и се стреми да подчертае по достъпен начин резонността на характерната за втория нагласа да възприема цялата ситуация с парка, като парадоксална. Идеята й е това да стане чрез илюстриране на осуетяващата опитите на хората да бъде ограничена и контролирана природа - както заварената, така и "възстановената" праисторическа.
Макар, че Скоч Мармо остава недооценена, приносът й към изработката на сценария е значителен. Тя прекарва 5 месеца в писане на черновата си и работи в тясно сътрудничество със Спилбърг, отбелязвайки, че тяхното сътрудничество е различно от повечето филми, в които сценаристите „получават задача, прибират се вкъщи, пишат я и я предават“. Тя му изпраща по 15 страници наведнъж и след това ги преработва по негов вкус, изпращайки преработените страници обратно заедно със следващите 15. Тя завършва черновата си през март 1992 г.; Спилбърг я прочита два пъти и остава недоволен. Тя си спомня по-късно: „Като сценарист, това е ужасно чувство. Естественото желание е да кажеш: „Дай ми още една седмица, мога да се справя. Знам, че мога. Но истината е, че понякога уцелваш, а понякога пропускаш. Просто е жалко, че отнема толкова време, за да разбереш“.
Спилбърг веднага започва да търси нов сценарист и президентът на Юнивърсъл Кейси Силвър препоръчва Дейвид Коъп, който е съавтор на Смъртта ѝ прилича. И той не е предварително запознат с книгата, но след неколкратното й прочитане решава отначало да напише сценарий, който да си е само негов, базирайки се единствено на двете сцени от романа, които Спилбърг иска непременно – атаката на тиранозавър рекс върху туристическо превозно средство и "грабливите птици" в кухнята. На Коъп му е позволено да прави свой собствен творчески избор. Той твърди, че няма да му е трудно защото още отначало романът е написан „горе-долу като филм“, но впоследствие споделя и че както при всяка адаптация, най-трудната част от писането му е била да определи цялостната структура на историята. Затруднява го например вмъкването на научните обяснения. Спилбърг му помага, като измисля разказът за процеса на клониране да е във вид на кратък анимационен филм, показван на посетителите на парка. Вероятно също по негова идея сценаристът нарича анимационния разказвач на филма „г-н ДНК“. Понеже залитанията на Иън Малкълм по "езотерични научни концепции" не му се харесват, Коъп също държи на отстраняването му, като персонаж във филма и на сливането на чертите му с тези на Алън Грант.
След като Коъп завършва първата си чернова, Спилбърг я изпраща на Скоч Мармо за нейното мнение и тя отговаря с 12 страници принос, които са препратени на Коъп, който ги намира за полезни. Той продължава да работи в тясно сътрудничество със Спилбърг и с допълнителна обратна връзка от Скоч Мармо. Малкълм все пак е включен сред героите - по настояване на Спилбърг, след като Джеф Голдблум се явява на прослушване за филма и е счетен за идеален за ролята и дори му е придадена разтушаващата публиката роля на сваляч, който флиртува с Ели Сатлер, карайки другия учен да ревнува. Същевременно се опитва да избегне прекомерните подробности за героите, защото „винаги, когато започнаха да говорят за личния си живот, не можеше да ти пука по-малко“. Пренаписването продължава малко преди началото на снимките. Крайтън отбелязва, че окончателната чернова се различава драстично от предишния му сценарий, но хвали промените и допълва, че новият сценарий „изглежда много съвместим с начина ми на мислене – пасва в ума ми“.

### Снимачен процес
Снимките се провеждат в Калифорния и Хавай от август до ноември 1992 г., а постпродукцията продължава до 28 май 1993 г., наблюдавана от Спилбърг в Полша, докато той снима "Списъкът на Шиндлер".
След 25 месеца предпродукция, снимките започват на 24 август 1992 г., като режисьорът прекарва три седмици, снимайки външни сцени през деня. През това време екипът на продукцията губи един снимачен ден поради преминаването на урагана Иники на 11 септември. Ураганът унищожава един от декорите. Спилбърг иска да заснеме филма в Коста Рика, но в крайна сметка предпочита хавайския остров Кауаи, където преди това е заснел Похитителите на изчезналия кивот. Външните сцени на посетителския център са заснети на този остров, за което екипът построява декор в имение. Началната сцена на филма е заснета в Хайку, Мауи и на Нихау. След това екипът се премества на остров Оаху, където са заснети различни сцени.
Обратно в Лос Анджелис през септември 1992 г., актьорският състав заснема сцени с велоцираптора в "Юнивърсъл Студиос 24" , докато електрическият навес в парка е заснет в "Студио 23". За да представи региона на разкопките, екипът отива в Червения скален каньон. След това се връща в "Юнивърсъл Студиос", за да се заснеме сцената на спасяването на Тим, в която се използва 15-метрово устройство с хидравлични колела, и срещата на главните герои с брахиозавъра. Анимациите, които се виждат на мониторите в лабораториите и контролната зала на парка, са произведени от "Силикон Графикс"  и "Епъл". Сцените с тиранозавъра, атакуващ електрическите превозни средства, са заснети на "Снимачна площадка 16" на "Уорнър Брос". Снимките приключват на 18 ноември, само дни преди Майкъл Кан да завърши сценария за "Списъкът на Шиндлер".

## Излъчване
Премиерата на филма се състои на 9 юни 1993 г. в "Ъптаун Тиътър" във Вашингтон в подкрепа на две благотворителни организации за деца. По кината в САЩ излиза 2 дни по-късно. 
През годините, с напредъка на новите технологии, филмът е преиздаден в кината в 3D формат. 3D версията е излъчена отново в кината на 25 август 2023 г., отбелязвайки неговата 30-та годишнина. Издаден е и на видеокасета, DVD, Blu-Ray и 3D Blu-Ray, като последните три формата са достъпни и в България.
Превръща се в хитов блокбъстър и печели над 914 милиона долара в световен мащаб в първоначалното си излъчване, надминавайки Извънземното, също режисиран от Спилбърг, за да стане най-касовият филм на всички времена до излизането на Титаник през 1997 г. Филмът получава одобрение от критиците, с похвала за специалните ефекти, звуковия дизайн, екшън сцените, музиката от Джон Уилямс и режисурата на Спилбърг. Филмът печели 20 награди, включително три награди на Академията за технически постижения във визуалните ефекти и звуковия дизайн. След 20-тата си годишнина през 2013 г. „Джурасик парк“ става най-старият филм в историята, надхвърлил 1 милиард долара от продажби на билети и 17-ият като цяло.

## Български дублажи
| Озвучаващи артисти  | Христина Ибришимова Даниела Сладунова Владимир Пенев Стефан Димитриев Димитър Иванчев Пламен Манасиев |
| Преводач            | Ралица Ботева                                                                                         |
| Тонрежисьор         | Цветомир Цветков                                                                                      |
| Режисьор на дублажа | Красимир Куцупаров                                                                                    |

| Озвучаващи артисти  | Яница Митева Таня Димитрова Стефан Сърчаджиев-Съра Георги Георгиев-Гого Петър Бонев |
| Преводач            | Ралица Ботева                                                                       |
| Тонрежисьор         | Александър Тодоров                                                                  |
| Режисьор на дублажа | Милена Манчева                                                                      |